# جبهة معاداة الفاشية النسائية

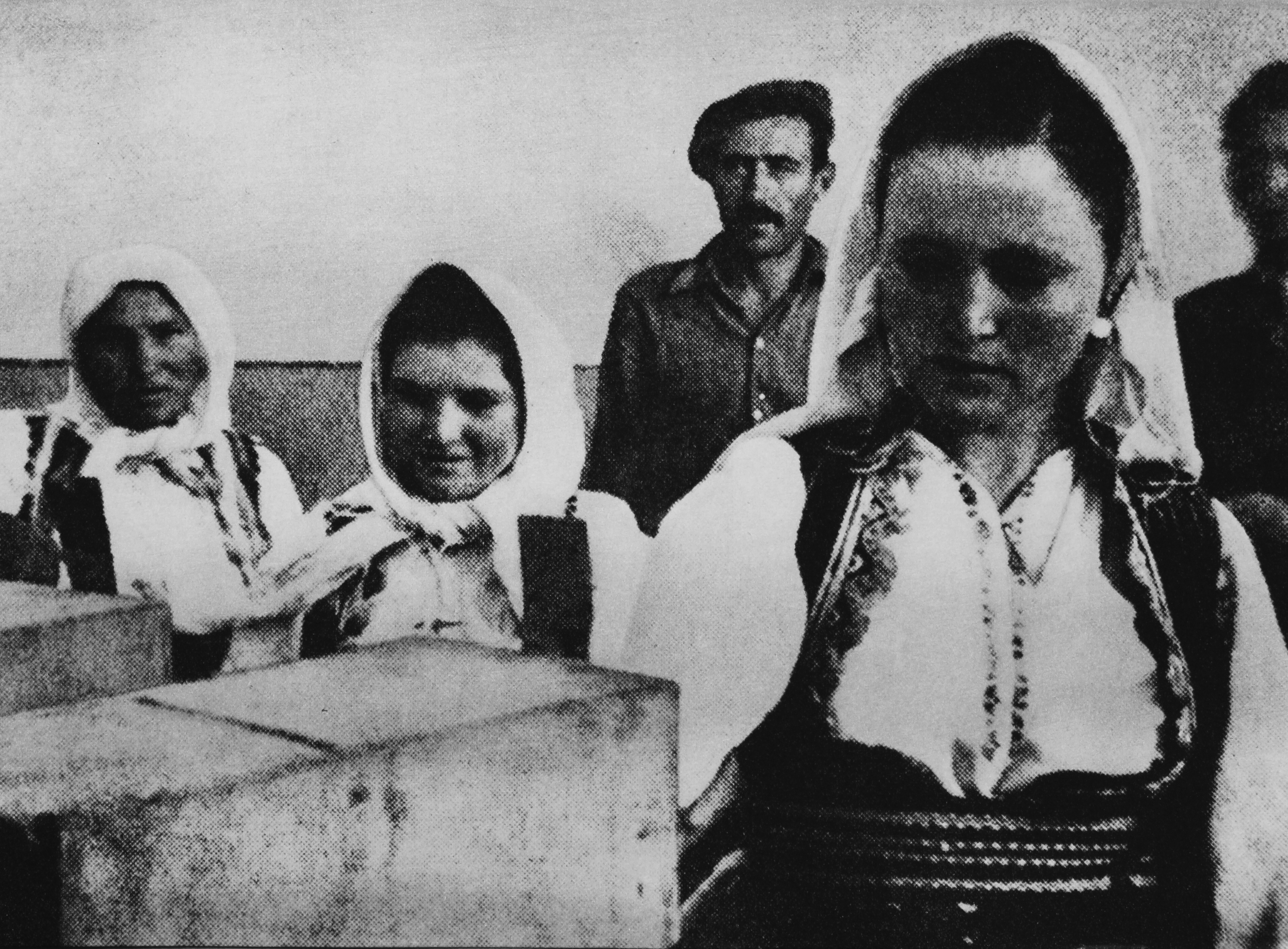
نساء مقدونيات يصوتن لبرلمان جمهوريتي يوغوسلافيا ومقدونيا في عام 1945

جبهة معاداة الفاشية النسائية في مقدونيا (بالإنجليزية: Women's Antifascist Front of Macedonia)‏ (باللغة المقدونية: Антифашистички фронт на жените на Македонија، transliterated Antifašistički front na ženite na Makedonija (والتي تعني حرفيًا «جبهة مناهضة الفاشية لنساء مقدونيا» واختصارها AFŽ - АФЖ) هي حركة نسوية تشأت في حقبة الحرب العالمية الثانية في مقدونيا تكونت من عدة منظمات نسوية تتواجد اليوم في جمهورية مقدونيا. تشكلت الجبهة على يد متطوعين في عام 1942، جنبًا إلى جنب مع الجبهات المناهضة للفاشية النسائية الأخرى في يوغوسلافيا وكانت واحدة ضمن أربعة منظمات أصبحت فيما بعد من المنظمات المناهضة والمقاومة للفاشية.
كانت الشخصية الأبرز في الحركة فيسيلينكا مالينسكا، وهي من قدامى المحاربين في حرب التحرير الوطنية المقدونية، والمشاركة في الجمعية المناهضة للفاشية من أجل التحرير الوطني لمقدونيا ASNOM الذي شارك فيها والدها أيضًأ أثناء انتفاضة إليندا عام 1903. ارتبطت الحركة بشكل وثيق بحركة الحرب الأهلية اليونانية، وهي جبهة تحرير وطني كان لها عدد كبير من المقاتلات النساء.
كان الهدف الرئيسي للاتحاد هو تحسين جودة التعليم للإناث وزيادة معدل معرفة القراءة والكتابة بينهن، حيث كانت أغلبية الأميين في ذلك الوقت من النساء. وصفت الحكومة اليونانية، مثلها مثل حلفائها، جبهة التحرير الوطني وجمعية شباب التحرير الوطني في مقدونيا اليونانية بـ «قُطّاع الطرق» الذين نشأوا في أعقاب الحرب العالمية الثانية.
لمزيد من المعلومات حول جبهة معاداة الفاشية في مقدونيا، يجب على المرء أن يبحث عن أعمال المؤرخ المقدوني فيرا فيسكوفج-فانجيلي.

## روابط خارجية
- President Branko Crvenkovski is patron of the manifestation marking the 60th anniversary of the Women’s Antifascist Front of Macedonia نسخة محفوظة 22 ديسمبر 2004 على موقع واي باك مشين.